# Tuzlas internationella flygplats
Tuzlas internationella flygplats är en flygplats i Bosnien och Hercegovina. Den ligger i den nordöstra delen av landet, ca 120 km norr om huvudstaden Sarajevo. Tuzlas internationella flygplats ligger 238 meter över havet.